# Bryan Zaragoza
Bryan Zaragoza Martínez (* 9. September 2001 in Málaga) ist ein spanischer Fußballspieler. Er steht als Leihspieler des FC Bayern München bei Celta Vigo unter Vertrag.

## Karriere

### Vereine

#### Jugend und Wechsel zum FC Granada
Zaragoza wurde in Málaga geboren. Er wuchs in dem sozialen Brennpunkt La Palmilla auf und spielte dort in den Straßen Fußball. In seiner Jugend spielte er beim CD Tiro Pichón und CD de Conejito de Málaga. 2019 wechselte er von seinem Heimatverein Málaga in die Jugend vom FC Granada. Nachdem er in der A-Jugend dort von 2019 bis 2020 in 24 Spielen 15 Tore erzielte und dazu 18 Torvorlagen gab, unterschrieb Zaragoza im Mai 2020 bei Granada seinen ersten Profivertrag mit einer Laufzeit bis 2022.
Für die Saison 2020/21 wurde er an CD El Ejido in die Segunda División B verliehen, um in der dritten spanischen Liga Spielpraxis zu sammeln. Danach spielte er ab Juli 2021 zunächst für die zweite Mannschaft von Granada in der Segunda Federación, der vierthöchsten Spielklasse in Spanien. Am 30. November 2021 gab er sein Profidebüt für die erste Mannschaft in der Copa del Rey als er beim 7:0-Auswärtssieg gegen CD Laguna zur Halbzeit eingewechselt wurde. Im Januar 2022 verlängerte Zaragoza seinen Vertrag bis 2024. Sein Debüt in der zweiten spanischen Liga, der Segunda División, folgte am 12. September 2022 bei einer 0:4-Auswärtsniederlage gegen SD Eibar als er für Myrto Uzuni eingewechselt wurde. Am 18. November 2022 erzielte er bei einem 4:0-Heimsieg gegen Albacete Balompié sein erstes Tor als Profi. Nach dem Gewinn der Meisterschaft 2023 in der Segunda División und den damit verbundenen Aufstieg in die Primera División, verlängerte Zaragoza im Mai 2023 seinen Vertrag bis 2027.
Am 14. August 2023 spielte er gegen Atlético Madrid erstmals in der ersten spanischen Liga und am 26. August 2023 folgte beim 3:2-Heimsieg gegen RCD Mallorca sein erstes Tor. Am 8. Oktober 2023 erhielt Zaragoza breitere Aufmerksamkeit, als er beim 2:2-Unentschieden mit Granada als Außenseiter gegen den FC Barcelona groß aufspielte und beide Tore erzielte.

#### FC Bayern München
Anfang Dezember 2023 gab der FC Bayern München die Verpflichtung von Zaragoza zur neuen Saison bekannt. Er unterschrieb einen Vertrag bis zum 30. Juni 2029. Anfang Februar 2024 einigte sich der Verein mit dem FC Granada und dem Spieler auf einen sofortigen Transfer; Zaragoza wurde offiziell bis zum Ende der Saison 2023/24 ausgeliehen, ehe anschließend die ursprüngliche Vereinbarung gilt. Mit dem Leihgeschäft, das mit dem spanischen Erstligisten CA Osasuna
vereinbart wurde, verlässt Zaragoza den FC Bayern München für die Saison 2024/25.

#### CA Osasuna
Für die Saison 2024/25 wurde Zaragoza vom FC Bayern München auf Leihbasis verpflichtet.

#### Celta Vigo
Zur Saison 2025/26 folgte eine Leihe zu Celta Vigo.

### Nationalmannschaft
Am 8. Oktober 2023 wurde Bryan Zaragoza von Trainer Luis de la Fuente erstmals ins Aufgebot der A-Nationalmannschaft für die beiden Spiele der EM-Qualifikationsgruppe A gegen die Nationalmannschaften Schottlands und Norwegens berufen. Sein Debüt gab er am 12. Oktober 2023 in Sevilla beim 2:0-Sieg über die Nationalmannschaft Schottlands, mit Einwechslung für Mikel Oyarzabal in der 46. Minute.

## Erfolge
- Spanischer Zweitligameister und Aufstieg in die Primera División: 2023